# كلود إلي
كلود إلي (بالإنجليزية: Claude Ely)‏ هو مغن مؤلف أمريكي، ولد في 22 يوليو 1922 في مقاطعة لي في الولايات المتحدة، وتوفي في 7 مايو 1978.